# گرادی (اکلاهما)
گرادی (به انگلیسی: Grady) یک منطقهٔ مسکونی در ایالات متحده آمریکا است که در شهرستان جفرسون، اکلاهما واقع شده‌است. گرادی ۲۵۹٫۰۸ متر بالاتر از سطح دریا واقع شده‌است.